# Kuortane
Kuortane [ˈkuɔrtɑnɛ] ist eine Landgemeinde in Westfinnland mit 3437 Einwohnern (Stand 31. Dezember 2022).
Kuortane war seit dem 17. Jahrhundert wie die umliegenden Orte eines der Zentren der finnischen Teerbrennerei; heute sind die Holz und Metall verarbeitenden Industrien Hauptarbeitgeber.
Kuortane ist der Geburtsort des Architekten Alvar Aalto. Außerdem ist Kuortane in Finnland für seine Sportakademie bekannt (Kuortaneen Urheiluopisto), die unter anderem das Team Kuortane, eine Fraueneishockeymannschaft der höchsten Liga,  betreibt.

## Söhne und Töchter
- Alvar Aalto (1898–1976), Architekt und Designer
- Markku Yli-Isotalo (1952–2011), Ringer
- Jasmi Joensuu (* 1996), Skilangläuferin